# Traduction de langues distribuée
Pour les articles homonymes, voir DLT.
Le projet Traduction de langues distribuée (en anglais : Distributed Language Translation, en espéranto Distribuita Lingvo-Tradukado, en abrégé DLT) était un projet de traduction de langues de la Commission européenne (qui la finançait) avec une participation de la compagnie d'aviation néerlandaise Fokker et réalisé par la société BSO (devenue Atos Origin) à Utrecht. Le projet avait pour but la traduction automatique depuis et vers douze langues européennes par le biais d'une « interlangue » interne basée sur l'espéranto, qu'on nommait ILO (Internacia Lingvo = Langue Internationale, ilo signifiant outil en espéranto).
Le projet DLT a été développé de 1981 à 1990 et a coûté 6,5 millions d'euros financés à 46 % par le Ministère néerlandais des Affaires économiques, 52 % par BSO. La Commission européenne avait investi les deux premiers pourcents.
Le projet était conduit par une équipe permanente de dix linguistes et informaticiens dont les espérantophones Klaus Schubert (chef-linguiste), Victor Sadler et Dan Maxwell. Un grand nombre de conseillers et de collaborateurs temporaires de différents pays y ont participé dont la moitié étaient espérantophones parmi lesquels : John Wells, Rüdiger Eichholz (eo), François Simonnet, Simo Milojević (eo), Stefan MacGill, Alain Dawson, Jan Pospíšil, Derk Ederveen, Ilona Koutny, Zlatko Tišljar (eo), Probal Dasgupta.
On a testé le programme avec cette langue technicisée (la langue de DLT était un espéranto usuel adapté lexicalement et grammaticalement pour des algorithmes de traduction plus précis) sur des textes techniques spéciaux. Dans la sphère de la traduction technique (par exemple entre le français et l'anglais, avec une traduction intermédiaire en ILO et retour avec AECMA Simplified English, en collaboration avec le constructeur aéronautique néerlandais Fokker), on a atteint environ 95 % de précision sur les phrases traduites. Au cours de la traduction, on vérifiait non seulement la terminologie technique mais aussi les contextes proches et larges. Dans la sphère de textes plus généraux (par exemple des comptes rendus d'assemblées de l'UNESCO), la précision de la traduction se situait aux alentours de 50 à 60 %.
BSO ne réussit pas à trouver de nouveaux financements pour continuer à faire évoluer le projet après 1990, et celui-ci fut abandonné. Cependant, la valeur de ce travail de recherche qui, selon des expertises extérieures, était plein de promesses, demeure sous forme d'articles publiés et d'une collection d'ouvrages, assez détaillés et étendus pour étayer de futures évolutions, à la manière des « sources ouvertes ».